# Paliano
Paliano ist eine Stadt in der Provinz Frosinone in der italienischen Region Latium mit 7877 Einwohnern (Stand 31. Dezember 2023). Sie liegt 59 km östlich von Rom und 36 km nordwestlich von Frosinone.

## Geographie
Paliano liegt auf einem Hügel in der Landschaft Ciociaria.
Die Nachbarorte sind: Anagni, Colleferro (RM), Gavignano (RM), Genazzano (RM), Olevano Romano (RM), Piglio, Segni (RM), Serrone.

## Geschichte
Im Mittelalter war Castrum Palliani ein strategisch wichtiger Platz. Papst Martin V. (gebürtig Oddo di Colonna) gab Burg und Ort an seine Familie, die Colonna. Papst Paul IV. machte seinen Neffen Giovanni Carafa, einen brutalen Abenteurer, zum Herzog von Paliano. Zehn Tage nach dem Tod Pauls IV., am 28. August 1559, ließ Giovanni Carafa mit Billigung seines Bruders, des Kardinalstaatssekretärs Carlo Carafa, seine schwangere Ehefrau ermorden. Daraufhin wurde unter dem neuen Papst Pius IV. beiden Brüdern der Prozess gemacht. Der Kardinalstaatssekretär wurde in der Engelsburg erwürgt und der Herzog enthauptet. Auch ihre Komplizen wurden hingerichtet. Ab 1558 war das Herzogtum Paliano wieder in Händen der Colonna, zunächst von Marcantonio II. Colonna.

## Bevölkerungsentwicklung
| Jahr      | 1881 | 1901 | 1921 | 1936 | 1951 | 1971 | 1991 | 2001 |
| --------- | ---- | ---- | ---- | ---- | ---- | ---- | ---- | ---- |
| Einwohner | 4915 | 5855 | 6319 | 6894 | 7406 | 6546 | 7372 | 7663 |

Quelle: ISTAT

## Politik
Domenico Alfieri (Mitte-links-Bündnis) wurde im Mai 2014 zum Bürgermeister gewählt. Sein Mitte-links-Bündnis stellt mit 10 von 13 Sitzen die Mehrheit im Gemeinderat.

## Sehenswürdigkeiten
- Im Palazzo Ducale in der Sala del Capitano wird auf 25 Fresken Marcantonio Colonna als Sieger bei der Seeschlacht von Lepanto verherrlicht.
- Die Collegiata di Sant’Andrea schließt an den Palazzo Ducale und birgt die Familienkapelle der Colonna.
- Das Passionistenkloster Santa Maria Pugliano liegt 4 km südlich von Paliano. Es hat eine wertvolle Bibliothek.
- Das ehemalige Kloster San Pietro di Paliano liegt am westlichen Ortsrand.

## Kultur
Das österreichische Bundesland Oberösterreich unterhält in Paliano ein Gastatelier, das Stipendiaten der Bundesländer Vorarlberg, Tirol, Oberösterreich, Niederösterreich und Burgenland zur Verfügung steht. Es befindet sich in einem Gebäude, das im 19. Jahrhundert Wirkungsstätte des Tiroler Landschaftsmalers Joseph Anton Koch war.

## In Paliano geboren
- Giuseppe Andrea Bizzarri (1802–1877), Kurienkardinal
- Giovanni Simeoni (1816–1892), Kardinal der römisch-katholischen Kirche
- Augusto Béguinot (1875–1940), Botaniker